# Haworthiopsis pungens
Haworthiopsis pungens, coneguda abans com a Haworthia pungens, és una espècie de planta suculenta amb flor que creix a la província del Cap Oriental, Sud-àfrica.

## Descripció
És una suculenta prolífera, caulescent, amb fulles afilades i llises de color verd fosc, que creixen en cinc (i ocasionalment tres) fileres. Forma grups dispersos. En la seva aparença, s'assembla més a Astroloba rubriflora o Haworthiopsis viscosa (tot i que les fulles de H. pungens són llises i les plantes tenen una forma menys dreta).

## Distribució
Aquesta espècie vulnerable es troba en dues localitats d'una petita àrea de Langkloof, prop de Joubertina, a la província del Cap Oriental, Sud-àfrica. Aquí creix en conglomerats rocosos que miren cap a l'oest en la vegetació fynbos.

## Taxonomia
Haworthia pungens va ser descrita per Martin Bruce Bayer i publicada a Haworthia Revisited 188. 1999. L'espècie es va col·locar antigament al subgènere Haworthia Hexangulares. Els estudis filogenètics han demostrat que el subgènere Hexangulares en realitat no està relacionat amb altres Haworthia (està més relacionat amb Gasteria). Per tant, l'espècie es va traslladar a Haworthiopsis.
Etimologia
Haworthiopsis: La terminació -opsis deriva del grec ὀψις (opsis), que significa 'aparença', 'semblant' per la qual cosa, Haworthiopsis significa "com a Haworthia", i que honora al botànic britànic Adrian Hardy Haworth (1767-1833).
pungens: epítet llatí que significa "punxegut" i es refereix a la forma de fulla.
Sinonímia
- Haworthia pungens M.B.Bayer (Basiònim/sinònim reemplaçat)
- Tulista pungens (M.B.Bayer) G.D.Rowley[8]